# Svetomir Đukić
Svetomir Đukić (cyr. Светомир Ђукић; ur. 29 maja 1882 w Ražanie, zm. 19 października 1960 w Duisburgu) – serbski działacz sportowy i olimpijski.

## Życiorys
Urodził się 17 maja?/29 maja 1882 w Ražanie niedaleko Kosjericia, jako syn Svetozara i Draginji. Ukończył szkołę podstawową w Valjevie. Szkołę średnią rozpoczął w Užicach, a skończył w Belgradzie. Wstąpił do szkoły wojskowej w wieku szesnastu lat, a dwa lata później otrzymał stopień podporucznika w stanie spoczynku. Był żołnierzem podczas pierwszej i drugiej wojny bałkańskiej oraz I wojny światowej, gdzie uczestniczył w walkach na froncie salonickim.
Podczas swojej kariery wojskowej służył w Serbii, Chorwacji, Bośni i Macedonii, gdzie w 1940 r. otrzymał stopień generała dywizji. W czasie II wojny światowej służył w oddziałach czetnickich. Od 1945 roku żył na emigracji, gdzie zmarł 19 października 1960 w niemieckim Duisburgu.
Od wczesnej młodości Đukić zajmował się szeroko pojętym sportem – gimnastyką, bieganiem, skakaniem, pływaniem, wioślarstwem, strzelectwem, jazdą konną, szermierką i kolarstwem; uczestniczył w wielu zawodach sportowych, które często kończyły się jego zwycięstwem.
Przed I wojną światową i w okresie międzywojennym był główną osobistością krajowego ruchu olimpijskiego, najpierw w Królestwie Serbii i Serbskim Komitecie Olimpijskim, później zaś w Królestwie Serbów, Chorwatów i Słoweńców, Królestwie Jugosławii i Jugosłowiańskim Komitecie Olimpijskim.
Miał istotny wpływ na zapoczątkowanie idei olimpizmu w Serbii. Był pierwszym prezesem Serbskiego klubu olimpijskiego założonego 10 lutego 1910 (przekształconego później w SKO) i kierownikiem pierwszej olimpijskiej delegacji na V Letnich Igrzyskach Olimpijskich w 1912 rok w Sztokholmie. Na kongresie MKOl w stolicy Szwecji został jego członkiem i piastował to stanowisko aż do 1948 roku, kiedy to dobrowolnie z niego zrezygnował. W 1919 roku został wybrany na wiceprzewodniczącego Jugosłowiańskiego Komitetu Olimpijskiego i pełniąc te funkcje był kierownikiem ekip jugosłowiańskich na igrzyskach w latach 1920–1936. Był także jednym z inicjatorów kandydowania Belgradu jako gospodarza 37. sesji MKOl w 1938 roku oraz jako miasta-gospodarza XIV Letnich Igrzysk Olimpijskich w 1948 roku.
Był wielokrotnie odznaczany orderami i medalami wojskowymi i wojennymi.
19 października 2002 odbył się ponowny pogrzeb Đukicia w Ražanskiej cerkwi (po przeniesieniu ciała z Duisburga) z inicjatywy Narodowego Komitetu Olimpijskiego Federalnej Republiki Jugosławii, jugosłowiańskiego wojska, Serbskiej Cerkwi Prawosławnej i sekretariatu Związku Młodych Sportowców.